# Neospathodus
 (mars 2021).
La mise en forme du texte ne suit pas les recommandations de Wikipédia : il faut le « wikifier ».
Les points d'amélioration suivants sont les cas les plus fréquents. Le détail des points à revoir est peut-être précisé sur la page de discussion.
- Les titres sont pré-formatés par le logiciel. Ils ne sont ni en capitales, ni en gras.
- Le texte ne doit pas être écrit en capitales (les noms de famille non plus), ni en gras, ni en italique, ni en « petit »…
- Le gras n'est utilisé que pour surligner le titre de l'article dans l'introduction, une seule fois.
- L'italique est rarement utilisé : mots en langue étrangère, titres d'œuvres, noms de bateaux, etc.
- Les citations ne sont pas en italique mais en corps de texte normal. Elles sont entourées par des guillemets français : « et ».
- Les listes à puces sont à éviter, des paragraphes rédigés étant largement préférés. Les tableaux sont à réserver à la présentation de données structurées (résultats, etc.).
- Les appels de note de bas de page (petits chiffres en exposant, introduits par l'outil «  Source ») sont à placer entre la fin de phrase et le point final[comme ça].
- Les liens internes (vers d'autres articles de Wikipédia) sont à choisir avec parcimonie. Créez des liens vers des articles approfondissant le sujet. Les termes génériques sans rapport avec le sujet sont à éviter, ainsi que les répétitions de liens vers un même terme.
- Les liens externes sont à placer uniquement dans une section « Liens externes », à la fin de l'article. Ces liens sont à choisir avec parcimonie suivant les règles définies. Si un lien sert de source à l'article, son insertion dans le texte est à faire par les notes de bas de page.
- La présentation des références doit suivre les conventions bibliographiques. Il est recommandé d'utiliser les modèles {{Ouvrage}}, {{Chapitre}}, {{Article}}, {{Lien web}} et/ou {{Bibliographie}}. Le mode d'édition visuel peut mettre en forme automatiquement les références.
- Insérer une infobox (cadre d'informations à droite) n'est pas obligatoire pour parachever la mise en page.

Pour une aide détaillée, merci de consulter Aide:Wikification.
Si vous pensez que ces points ont été résolus, vous pouvez retirer ce bandeau et améliorer la mise en forme d'un autre article.
Genre
Neospathodus est un genre éteint de conodontes du Trias.

## Systématique
Le genre Neospathodus a été créé en 1968 par Loren Cameron Mosher (d), avec pour espèce type Spathognathodus cristagalli Huckriede, 1958, rebaptisée Neospathodus cristagalli.

## Liste d'espèces
Selon BioLib (9 juillet 2022) :
- † Neospathodus concavus Zhao & Orchard, 2007
- † Neospathodus cristagalli Huckriede, 1958 - espèce type
- † Neospathodus dieneri Sweet, 1970
- † Neospathodus germanicus Kozur, 1972
- † Neospathodus gorbushini Buryi, 1989
- † Neospathodus lanceolathus Mosher, 1968
- † Neospathodus novaehollandiae McTavish, 1973
- † Neospathodus pakistanensis Sweet, 1970
- † Neospathodus planus Chen & Kolar-Jurkovsek, 2014
- † Neospathodus posterolongatus Zhao & Orchard, 2007
- † Neospathodus robustus Koike, 1982
- † Neospathodus spathi Sweet, 1970
- † Neospathodus spitiensis Goel, 1977
- † Neospathodus zharnikovi Buryi, 1979

## Stratigraphie
La base de l'Olénékien, l'un des étages du Trias inférieur, est à la toute première occurrence de Neospathodus waageni. Elle est définie comme se terminant près des toutes premières occurrences de Chiosella timorensis.

## Publication originale
- (en) L. Cameron Mosher, « Triassic Conodonts from Western North America and Europe and Their Correlation », Journal of Paleontology, Société de paléontologie, vol. 42, no 4,‎ juillet 1968, p. 895-946 (ISSN 0022-3360 et 1937-2337, JSTOR 1302396).